# Martha Palafox Gutiérrez
Martha Palafox Gutiérrez (Huamantla, Tlaxcala; 23  de febrero de 1949-17 de marzo de 2022) fue una política y activista mexicana, miembro del Morena. Fue Senadora de la República por el Estado de Tlaxcala. En la LXII Legislatura se desempeñó como Secretaria de la Mesa Directiva e integrante de las Comisiones de Agricultura y Ganadería, Desarrollo Social, Educación y Salud.
Fue dos veces diputada federal y una vez suplente, con una importante experiencia desde la sociedad civil para obtener apoyos y recursos para los grupos más vulnerables en el Estado de Tlaxcala. 
En su experiencia legislativa trabajó en las comisiones de Educación, Comercio, Artesanías, Discapacitados,  Asentamientos Humanos y Obras Públicas en el Congreso de la Unión.
Formó parte de la Confederación Nacional de Organizaciones Populares, siendo secretaria general de dicha organización en el Estado de Tlaxcala.

## Trayectoria política
Tuvo una activa participación desde finales de los años sesenta, para la generación de oportunidades y obtención de recursos a las comunidades y sectores más desprotegidos del país y en particular del Estado de Tlaxcala. 
Interesada en el bienestar de los campesinos y las mujeres de su estado, empezó  desde la sociedad civil a crear organizaciones en pro del sector agrario y obrero, para lo cual fundó y presidió asociaciones civiles con dicho objeto como por ejemplo la Asociación Unión de Familias y Consumidores A.C. que ve sus inicios en el año 1992.
Dada su activa participación y su imagen positiva en la comunidad, fue invitada a participar como diputada federal suplente de 1994 a 1997, representando al Partido Revolucionario Institucional (PRI).
En 1997, se convirtió en diputada federal por el mismo partido y por el estado de Tlaxcala. Durante la LVII Legislatura fue nombrada primera vicepresidenta de la Mesa Directiva de la Cámara de Diputados. En 2003 volvió a la Cámara de Diputados, teniendo una sobresaliente participación en la LIX Legislatura.
En 2004 fue nombrada secretaria general de la Conferencia Nacional de Organizaciones Populares (CNOP) de su estado natal. Durante la gestión en este cargo, dicha organización consiguió un vínculo con el Partido Revolucionario Institucional (PRI)  basado en el alcance y  vanguardia de las luchas por las reivindicaciones populares y del desarrollo social.
Para las elecciones federales del año 2012 fue postulada en fórmula con Lorena Cuéllar Cisneros por el Movimiento Progresista, conformado por el Partido del Trabajo (PT), el Partido de la Revolución Democrática (PRD) y Movimiento Ciudadano, resultando vencedora en la elección y obteniendo el cargo de Senadora de segunda fórmula, electa bajo el principio de Mayoría Relativa. La Senadora Martha Palafox fue Secretaria de la Mesa Directiva e integrante de las Comisiones de Agricultura y Ganadería, Desarrollo Social, Educación y Salud.